# Melina Hennen
Melina Hennen (* 9. Januar 1992 in Köln) ist eine deutsche Filmschauspielerin und Kinderdarstellerin.

## Karriere
Sie begann ihre Karriere sehr früh. Im Alter von einem Jahr stand sie zum ersten Mal für einen Werbespot zur Schutzimpfung vor der Kamera. Ihre erste Hauptrolle spielte sie unter der Regie von Lars Montag im Kurzfilm „Lenas Land“. 2009 spielte sie in der Comedyserie Einfach Bach! die Tochter von „Party Mum“.

## Filmografie
- 1999: Lenas Land
- 2000: Bella Block: Schuld und Sühne
- 2000: Date Rape
- 2000: Die Kumpel
- 2003: Alarm für Cobra 11: Feuertaufe
- 2003: Wilde Engel: 4 Stunden bis zum Tod
- 2003: Wellen
- 2005: Liebe nach Rezept
- 2007: SOKO Köln: Schlafende Hunde
- 2008: 112 – Sie retten dein Leben
- 2008: Just a Minute
- 2009: Einfach Bach!
- 2010: Die Fallers – Die SWR Schwarzwaldserie